# Aga Khan V.
Aga Khan V. (geb. 12. Oktober 1971 in Genf, Schweiz als Rahim al-Hussaini) ist als der 50. Imam das spirituelle Oberhaupt der Nizariten, einer ismailitisch-schiitischen Religionsgemeinschaft von etwa 13 Millionen Menschen. Er ist der Sohn und Nachfolger von Aga Khan IV.

## Biografie
Prinz Rahim al-Hussaini wurde 1971 als der erste Sohn und das zweite von drei Kindern von Aga Khan IV. und dem britischen Model Sarah Croker-Poole in Genf geboren. Er wuchs in Genf und Paris auf, verbrachte seine Winter in St. Moritz und im Sommer weilte er auf Sardinien. Er erhielt einen Bachelor in Vergleichender Literatur von der Brown University 1995. Nach dem Besuch der IESE Business School an der Universität von Navarra in Barcelona wurde er beruflich beim Aga Khan Development Network (AKDN) tätig. Dies ist eine Wohltätigkeitsorganisation, die Projekte im Gesundheitswesen, dem Wohnungsbau, der Bildung und der Landwirtschaft mit einem jährlichen Budget von etwa einer Milliarde US-Dollar verfolgt. Beim AKDN bekleidete er verschiedene leitende Funktionen, etwa am Institut für Ismailitische Studien, dem Sozialwesen der Ismailitischen Gemeinschaft und dem Umwelt- und Klimaausschuss. Nachdem Aga Khan IV. am 4. Februar 2025 in Lissabon starb, wurde Rahim al-Hussaini am 11. Februar in einer Zeremonie am Sitz des Ismailischen Imamat in Lissabon, Portugal zu seinem Nachfolger erklärt.

## Privatleben
Rahim al Hussaini heiratete Kendra Spears im Jahre 2013 auf Schloss Bellerive am Genfersee und hat mit ihr zwei Söhne. Sie ließen sich 2022 scheiden. Sein Vermögen wird auf über eine Milliarde US-Dollar geschätzt. Die Ismailiten sehen es als ihre Pflicht an, einen Teil ihres Einkommens an den Aga Khan zu zahlen. Rahim Aga Khans Eltern ließen sich im Jahre 1995 scheiden, worauf sein Vater im Jahr 1998 Gabriele Thyssen ehelichte. Aga Khan V. hat drei Geschwister: aus der ersten Ehe seines Vaters die ältere Schwester Zahra und den Bruder Hussain, sowie aus der zweiten Ehe den Halbbruder Aly. Im Juni 2024 wurde ihm von Präsident Asif Ali Zardari der höchste pakistanische Orden Nishan-i-Pakistani verliehen.